# Murex aduncospinosus
Murex aduncospinosus is een slakkensoort uit de familie van de Muricidae. De wetenschappelijke naam van de soort werd voor het eerst geldig gepubliceerd in 1841 door Sowerby II.